# Johnny 5
Número 5 (o el nombre escoge el propio Johnny 5) es un personaje ficticio de la película Cortocircuito (1986) y Cortocircuito 2 (1988). El personaje fue creado por los escritores Brent Maddock y S.S. Wilson. Su voz es interpretada por el actor Tim Blaney en su versión original.
En la película, se trata de un robot creado originalmente para fines militares que fue súbitamente dotado de conciencia tras ser alcanzado por un rayo. Por tanto, se considera vivo: tiene emociones y es autónomo.

## El robot

### Cortocircuito (1986)
El Prototipo S-A-I-N-T Número 5 H-429 fue diseñado por el profesor Newton Crosby y su compañero Benjamin "Jabutiya" Jahrvi (pronunciado Jahvèri) y fue construido por la división « Robótica » de NOVA Laboratories Incorporated, una subsidiaria de Astoria (Oregón) de una firma neoyorquina que trabajaba para las fuerzas armadas de los Estados Unidos. Al mismo tiempo, fueron construidos otros cuatro prototipos. Todo era para el Departamento de Defensa de los Estados Unidos en el contexto de la Guerra Fría. Se esperaba que el soldado robot lleve un arma nuclear, NOVA, presentada al ejército bajo el nombre de S-A-I-N-T: Sistema Artificial-Inteligente Nuclear de Transporte. En la película, este acrónimo se pronuncia « SAINT», que evoca la idea de robots invencibles, criados por sus creadores en el estado de «semi-dioses».
En una escena, el Dr. Crosby apoya la idea de que originalmente estos robots estaban destinados para uso civil, con el cometido de servir como aparatos de ayuda, según él. Parece que su invención se ha desviado de su propósito original por NOVA y el ejército.
Número 5 tiene características singulares. El monto exacto de lo gastado para su construcción fue 11.002 076,17 dólares estadounidense. Finalmente, su peso fue de aproximadamente 350 kg, incluyendo una de aleación exterior de magnesio. Con sus orugas, podía rodar a una velocidad de casi 50 km/h por sus propios medios. Sus brazos robóticos articulados son lo suficientemente eficaces: aplastan un grueso bloque de hielo, mezclan bebidas, discan, manejan dispositivos de alta potencia y, finalmente, hacen reparaciones en otras partes del robot. Además, estaba equipado con un brazo especial que solía plegarse, una especie de navaja suiza robótica que le proporciona muchas herramientas, tales como una manipulación mini-abrazadera, un conjunto de rotor, un soldador, una estera atornilladora universal y una broca.
Para uso militar, estaba equipado con un arma láser (que podía ser activada o desactivada solamente por un técnico de NOVA Robotics), cámaras estereoscópicas para el análisis espectral, una batería de sistemas sensoriales (estando en su mayoría en la cabeza), micrófonos de alta sensibilidad y una antena que puede controlar remotamente algunos dispositivos. Sorprendentemente, también era capaz de jugar como un reguero de pólvora y absorber gran conocimiento por escrito de manera muy rápida.

### Cortocircuito 2 (1988) (como Johnny 5)
Durante el año transcurrido entre los acontecimientos ficticios de la primera y la segunda película, Johnny 5 ha hecho varios cambios en su persona, y en muchos puntos. Como generalmente es pacífico y, por lo tanto, no tiene ningún deseo de matar, Johnny 5 se quitó el arma láser para sustituirla por una caja de herramientas roja que contiene diversos equipos tales como un paraguas, un garfio magnético, un taladro láser, una cámara de fotos polaroid o incluso un ala delta.
Su fuente de energía inicial fue sustituida por una batería de litio-argón que puede proporcionarle suficiente energía para 500 horas de espera. En caso de emergencia, una batería de refuerzo con una capacidad de más de dos horas puede permitirle prepararse para lo inesperado. Se equipa con una antena universal, lo que le permite controlar casi cualquier dispositivo eléctrico, y la memoria RAM se ha aumentado a 512 megaoctetos (un valor que era muy importante en el momento de la película).
Estéticamente hablando, su voz ha cambiado (solo en francés) de manera significativa. Está decorado con muchas pegatinas, entre ellas Greenpeace, bajo la influencia del gusto por la ecología de su novia Stephanie. Al final de la película, Número/Johnny 5 se ve más con una carcasa dorada.

## Personalidad

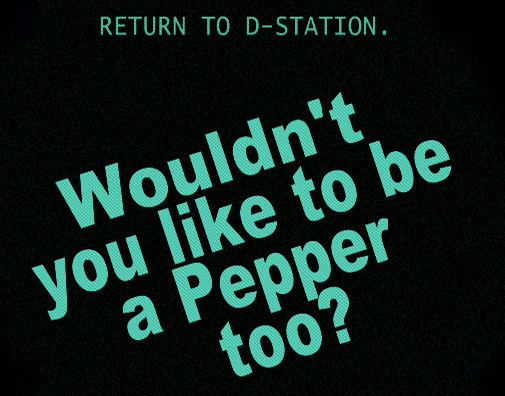
Número 5 citando en un anuncio de Dr Pepper

Johnny 5 es muy curioso y tiene una sed insaciable de información y datos de todo tipo, especialmente en el campo de los libros y la televisión. Cuando comenzó su vida, como un prototipo militar, tenía un gran respeto por la vida y se negaba a usar sus habilidades para lastimar a otros. Es muy ingenioso, inteligente, tiene un amplio conocimiento, pero parece un poco superado por él mismo, y, a veces comete errores, o se puede mostrar ingenuo y/o crédulo. Es increíblemente humano en su comportamiento, a veces agresivo contra sí mismo, pero parece que todavía los ama, y desarrolló una estrecha amistad con algunos de ellos.
Es un fan de las viejas películas y comedias, que, muchas veces, cita. Entre sus favoritos: los tres chiflados, las películas de gánsteres viejos, Tarzán, las películas de Jackie Gleason y... anuncios de todo tipo que se cruzan estas películas.
A veces, puede citar fuentes más serias, como William Shakespeare, Francis Bacon y otros textos filosóficos. Está fascinado por dos libros: Frankenstein de Mary Shelley y Pinocho de Carlo Collodi, probablemente porque se siente cerca de las protagonistas de estos libros...

## Acerca del personaje

### Detrás de Cámaras

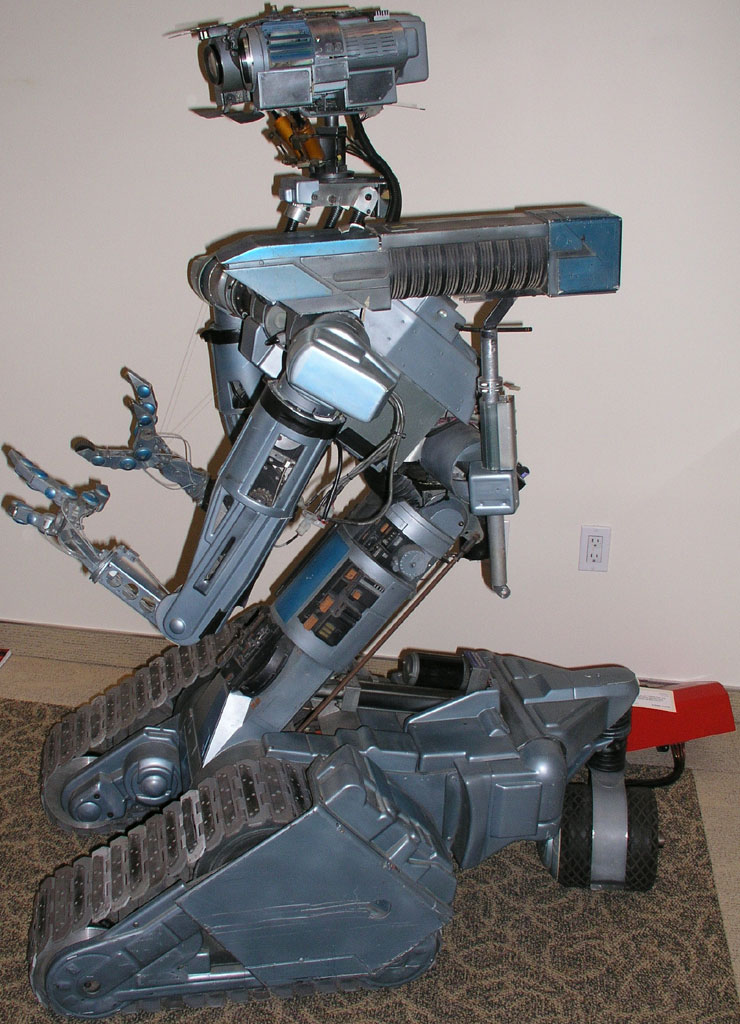
Vista de perfil. Este modelo permite el intercambio de toda la caja de herramientas con el láser que está sobre el hombro izquierdo.

El diseño del robot fue creado por Syd Mead, reconocido por su talento como diseñador industrial en ciencia ficción. De hecho, entre las consignas dadas por el director de la película a sí mismo, era ofrecer un prototipo futurista, de más de 50 años por delante en nuestra tecnología actual. Y, de hecho, es imposible en la década de 2000 construir un robot que sea autónomo y con la capacidad de una amplia gama de habilidades Ni siquiera mencionar su arma principal, un rayo láser destructor, digno de Star Wars.
Si bien se disponía de tiempo para animar el robot en stop motion, pero John Badham y el productor David Foster se opusieron inmediatamente a la idea, e impusieron la presencia de modelos de tamaño real. El costo de la construcción del hardware de los robots fue de 1,2 a 1,4 millones de dólares invertidos. Está, obviamente, muy lejos del precio sombra que se anunció en la historia del cine.
Para los primeros planos, Número 5 era una marioneta gigante, su brazo, visible en la imagen, se extendían fuera de la pantalla mediante varillas metálicas accionadas manualmente por varias personas. Para los planos generales, se teledirigió una versión completa, en tiempo real. En la segunda película, se utilizó inclusive un traje de sistema de telemetría usado por un actor: sus movimientos se transmiten al robot, que los reproduce fielmente. Todas estas actuaciones fueron supervisadas de cerca por el supervisor de efectos especiales robóticos de Eric Allard, quien construyó los robots basados en la obra de Syd Mead, quien estuvo muy involucrado en el rodaje de dos Short Cicuit.
Con un total de quince robots, de los cuales 8 pueden ser totalmente controlados a distancia, fueron ensamblados desde la cabeza hasta las orugas y se usaron en el rodaje de la primera película. En algunas escenas, se siguió utilizando una versión en miniatura del robot, como cuando cae desde el puente Astoria–Megler, impulsado por un NOVA blindado. Estas versiones en miniatura, así como aquellas parcialmente construidas para los primeros planos, llevaron el número 20 para referirse al número de robots construidos a los efectos del rodaje de la primera parte. Una anécdota sorprendente fue que, de los 15 robots completos, el primer problema lo tuvo... el número 5. Después de sufrir un corto circuito, debido al clima muy húmedo durante las dos primeras semanas de rodaje, fue reconstruido y se tornó, curiosamente, el más fiable de todos los prototipos - de hecho, llegó a superar la vida útil de la batería y parecía obstinadamente a querer funcionar más de lo debido.
En la primera película, el titiritero Tim Blaney jugaba, en el mismo lugar y en tiempo real, con las réplicas de Johnny 5, en voz alta. Esta decisión surgió del deseo de facilitar el juego a los actores, pudiendo así mejorar las escenas (o improvisarlas) en el lugar, y, finalmente, realizar la prestación del robot más creíble si la voz fuera doblada en la postproducción… Algo que, sin embargo, era realizado durante el rodaje de la segunda componente. En Francia, la voz de Johnny 5 es la de Jean-François Vlérick.
El robot utiliza más de 40 servomotores futaba controlados a distancia.
Para el movimiento de brazos, antebrazos, cuello y altura de cuello, fue necesaria la utilización de servomotores de un torque superior a 150 kilogramos, construidos por Seiko tonegawa.
También se utilizaron lentes de cámara wollensak para realizar los ojos, con un ingenioso sistema interno de servos para controlar ambos diafragmas como si se trataran de los iris de ojos humanos.

### Inspiraciones y repercusiones
La historia de Johnny 5 - o Johnny 5 en sí - guarda una similitud con la novela El robot AL-76 perdió la brújula, escrita por Isaac Asimov, en la que un robot, sin querer, se escapa a un mundo que no puede entender. También se evidencia la influencia de la película E.T. el Extraterrestre, pero está plenamente asumida por los escritores. Sin embargo, la fuente real de la inspiración es más compleja. Uno de los factores desencadenantes que llevaron a la creación de la película era que el director y los productores, que ya ha tratado con varias películas involucrando robots, han decidido montar uno de ellos que no tenga emociones o sentimientos de forma natural y evidente, pero que esté obligado a adquirirlos, como resultado de una especie de « renacimiento», por ejemplo. El deseo también era centrar las películas sobre grandes cuestiones como: 

« ¿Y si existiera realmente en la sociedad moderna un robot dotado de emociones? ¿Cómo reaccionan las personas que tratan con él? Naturalmente, usted puede apostar que no lo iban a creer esto en una segunda vida » .

 Particularmente, esto fue, en principio, la idea con que surgió Número 5 en la mente de los escritores, Brent Maddock y SS Wilson, cuando eran aún simples estudiantes de cine en la Universidad de Carolina del Sur.
A largo plazo, las películas de Short Circuit parecen haber tenido un éxito limitado una idea que tiende a ser confirmada por una ausencia casi total de merchandising, de productos oficiales derivados. Sin embargo, podemos encontrar una posible influencia en algunas realizaciones: El diseño de Johnny 5 parece haber estado inspirado las criaturas de la atracción Star Tours del parque Disneyland de París, de los robots muy similares a los desarrollados por NOVA se puede ver en área de espera, en el medio de los drides de Star Wars. Además, el estudio Pixar, propiedad de Disney, estrenó, en 2008, un largometraje sobre un robot con varias similitudes con el número 5: WALL·E. Mientras tanto, la empresa Dimension Films ha puesto en marcha un remake del primer cortometraje.
La idea de la utilización de lentes fotofraficos como ojos fue tomada por uno de los diseñadores, luego de un viaje a Japón en una exposición de robótica donde se presentó a wabot-2. Un robot pianista que en lugar de ojos tenía adosada una cámara filmadora.
También se puede observar que en la serie de televisión Stargate SG-1, un androide llamado Número 5 es el único de su línea de producción que ha desarrollado sentimientos y comienza a adoptar una actitud de simpatía con el héroe principal, que contrasta con la comportamiento de sus congéneres. Finalmente, durante el episodio piloto, de la temporada 2 de la serie Star Trek: Voyager, donde se puede ver, en una mesa, un brazo de Johnny 5.
En el programa americano infantil televisivo Wake, Rattle, and Roll de 1991 aparece un robot llamado DECKS que si bien es más rudimentario, recuerda bastante a Johnny 5 y muy posiblemente estuviera inspirado en él.
En el campo de la música, y fuera de escrito especialmente para las composiciones de bandas sonoras, las películas han inspirado al grupo Polen en su canción Girls Love Robots, cuyo estribillo es claro « Number Five is alive!» o « ¡Número cinco está vivo!». Además, el cantante de J-Five escogió su seudónimo en homenaje al robot.
Estas referencias discretas muestran cierta influencia de Johnny 5 en la cultura popular y en especial en la comunidad geek.
Como dato curioso, el robot nunca tuvo un sistema de sonido propio para interactuar con actores, sino que en su lugar, se adosaba en la parte trasera un parlante inalámbrico cuyo sonido era captado por el vúmetro de la boca y lo expresaba con el encendido de sus ledes.
Para muchas de las tomas, el diálogo era simplemente con Tim Blaney hablando en voz alta cerca de los actores.

## Nota
1. ↑  por ejemplo, analizando un volumen de enciclopedia en pocos segundos
2. ↑  solo algunos aspectos son factibles, como lo demuestran los prototipos actuales.
3. ↑  publicado en la colección Un desfile de robots
4. ↑  aunque la primera obra fue un éxito en la taquilla norteamericana, durante su estreno en el verano de 1986